# Ohaře
Ohaře är en ort i Tjeckien.   Den ligger i regionen Mellersta Böhmen, i den centrala delen av landet, 60 km öster om huvudstaden Prag. Ohaře ligger 227 meter över havet och antalet invånare är 272.
Terrängen runt Ohaře är platt, och sluttar västerut. Runt Ohaře är det ganska tätbefolkat, med 86 invånare per kvadratkilometer. Närmaste större samhälle är Kolín, 10,2 km sydväst om Ohaře. Trakten runt Ohaře består till största delen av jordbruksmark.